# Conflictul dintre generații
Conflictul dintre generații reprezintă un fenomen social caracterizat de diferența de opinii și perspective dintre o generație și alta. Aceste divergențe se pot raporta la valori morale, convingeri politice sau religioase, limbaj, profesii, și tendințe vestimentare. Diferențele dintre generații pot cauza neînțelegeri, dar este posibil ca acestea să fie depășite, menținându-se astfel relații funcționale.

## Istorie
Deși sintagma „conflict între generații” a fost popularizată în anii 1960, în Statele Unite, esența sa se extinde mult dincolo de această etichetă. De-a lungul istoriei, fiecare generație și-a sculptat identitatea, distilând firescul epocii sale în expresii distinctive, artă și inovație. Introducerea termenului de către John Poppy în revista Look, în 1967, nu a făcut decât să atribuie un nume unui fenomen care a fost mult timp un element de bază al evoluției societății, marcând un punct de cotitură, în care ciocnirea dintre vechi și nou a devenit incontestabilă. Autorii John Protzko și Jonathan W. S Schooler afirmă că, încă din 624 î.Hr., oamenii s-au plâns de declinul generației actuale de tineri în comparație cu generațiile anterioare. Ei numesc acest lucru „fenomenul copiilor din zilele noastre”.
De asemenea, sociologi timpurii precum Karl Mannheim au observat diferențe între generații, în ceea ce privește modul în care tinerii trec la vârsta adultă, și au studiat modul în care generațiile se separă unele de altele, acasă sau în situații și medii sociale (cum ar fi biserici, cluburi, centre pentru vârstnici și centre de tineret).

## Criterii de diferențiere
Există mai multe modalități de a face distincții între generații. De exemplu, sunt date nume grupurilor majore (Generația pierdută, Baby Boomers, Generația X, Generația Y, Generația Z și Generația Alpha), fiecare stabilindu-și propriile tendințe, și având propriul impact cultural.

### Limbaj
Conflicul dintre generații se poate distinge prin diferențele în utilizarea limbii. Decalajul poate fi dificil de depășit în dialogare. Această problemă este vizibilă în întreaga societate, creând complicații în comunicarea de zi cu zi acasă, la locul de muncă și în școli. Pe măsură ce noile generații încearcă să se definească ca fiind diferite de cele vechi, ele adoptă un jargon nou, permițând membrilor tineri să creeze un sentiment de separare: „Cel mai important simbol al omului este limbajul său, și, prin intermediul acestui limbaj, el își definește realitatea”.

### Interese profesionale
USA Today a relatat că generațiile mai tinere „intră la locul de muncă în contextul schimbărilor demografice, și al unui loc de muncă din ce în ce mai multigenerațional”. Mai multe studii privind gradul de mobilizare arată că interesele împărtășite de membrii acestui loc de muncă, dincolo de diferența dintre generații, pot diferi în mod substanțial.
O opinie răspândită în rândul persoanelor mai în vârstă este că particularitățile generației milenialilor pot complica interacțiunile profesionale. Unii consideră că milenialii sunt narcisiști și egocentrici. Atunci când milenialii intră pentru prima dată într-o nouă întreprindere, sunt adesea întâmpinați precaut de către colegi. Studiile au constatat că milenialii sunt, de obicei, extrem de încrezători în abilitățile lor, și caută să obțină roluri-cheie în proiecte semnificative încă de la începutul carieriei.
Cele mai multe dintre aceste așteptări exagerate sunt rezultate directe ale educației generației. În timpul Marii Recesiuni, milenialii au văzut cu ochii lor cum părinții lor lucrau pe perioade îndelungate, pentru ca apoi să cadă victime reducerilor de personal și concedierilor. Multe familii nu au putut face față acestor provocări, ceea ce a condus la rate ridicate de divorț și familii destrămate. De fapt, 59% dintre mileniali spun că Marea Recesiune a avut un impact negativ asupra planurilor lor de carieră, în timp ce doar 35% dintre lucrătorii maturi sunt de aceeași părere. Din aceste motive, milenialii sunt mai predispuși să negocieze condițiile de muncă.
Poate cea mai frecvent menționată diferență între generațiile mai în vârstă și cele mai tinere este competența tehnologică. Studiile au arătat că dependența lor de tehnologie i-a făcut pe mileniali mai puțin confortabili cu interacțiunea față în față. Cu toate acestea, competența tehnologică are și beneficii; generația mileniarilor este mult mai bine antrenată pentru multitasking, reacționează la stimulente vizuale, și filtrează mai eficient informațiile decât generațiile mai în vârstă.

### Conștiința colectivă
Conștiința colectivă este o altă modalitate de a distinge generațiile. Aceasta se manifestă atunci când un grup de persoane realizează că fac parte dintr-un grup distinct, identificabil prin interese și valori comune. Schimbările sociale, economice sau politice pot face ca aceste trăsături împărtășite să fie conștientizate de persoane de aceeași vârstă, care experimentează aceste evenimente împreună, și alcătuiesc, astfel, o conștiință colectivă. Aceste experiențe pot avea un impact asupra dezvoltării indivizilor de la o vârstă fragedă, și le pot permite să înceapă să își facă propriile interpretări asupra lumii în care trăiesc.

## Conviețuire
„Atât izolarea socială, cât și singurătatea la bărbații și femeile în vârstă sunt asociate cu creșterea mortalității, conform unui raport din 2012 al National Academy of Sciences din Statele Unite ale Americii.” Conviețuirea dintre generații este o metodă utilizată la nivel mondial ca mijloc de combatere a acestor trăiri. Un azil de bătrâni din Deventer, Țările de Jos, a dezvoltat un program prin care studenților de la o universitate locală li se oferă apartamente mici, fără chirie, în incinta azilului. În schimb, studenții se oferă voluntari cel puțin 30 de ore pe lună pentru a petrece timp cu bătrânii. Studenții se uită la sport cu vârstnicii, sărbătoresc zilele lor de naștere, sau pur și simplu le țin companie în timpul momentelor de suferință. Programe similare cu cel din Țările de Jos au fost dezvoltate încă de la mijlocul anilor 1990 în Barcelona. În cadrul programului spaniol, studenții au fost plasați în case de bătrâni, cu un obiectiv similar de cazare gratuită în schimbul însoțirii persoanelor în vârstă. Acest program s-a extins rapid în alte 27 de orașe din Spania, iar programe similare pot fi găsite în Lyon, Franța, și Cleveland, Ohio.